# Ula (Metaula) hians
Ula (Metaula) hians is een tweevleugelige uit de familie Pediciidae. De soort komt voor in het Oriëntaals gebied.